# Rancho Cordova
Rancho Cordova é uma cidade localizada no estado americano da Califórnia, no condado de Sacramento. Foi incorporada em 1 de julho de 2003.

## Geografia
De acordo com o United States Census Bureau, a cidade tem uma área de 87,7 km², onde 86,8 km² estão cobertos por terra e 1 km² por água.

### Localidades na vizinhança
O diagrama seguinte representa as localidades num raio de 8 km ao redor de Rancho Cordova.

## Demografia
Segundo o censo nacional de 2010, a sua população é de 64 776 habitantes e sua densidade populacional é de 746,35 hab/km². Possui 25 479 residências, que resulta em uma densidade de 293,57 residências/km².